# 河合初子

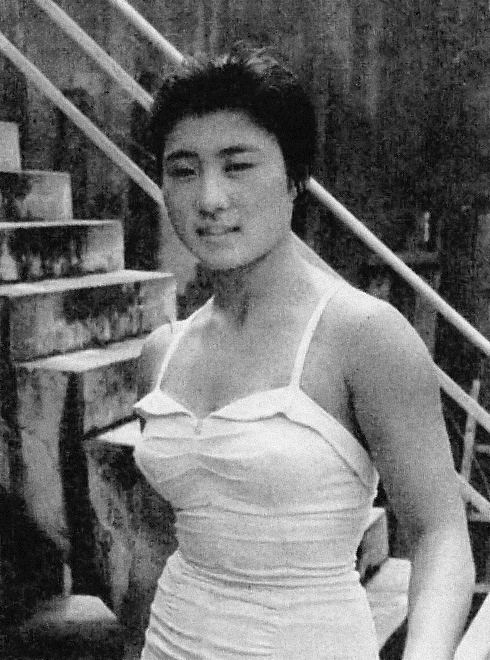
弘世初子（1956年ごろ）

河合 初子（かわい はつこ、旧姓弘世（ひろせ）、1937年2月9日 - 2025年7月16日）は、日本の飛込競技選手。夏季オリンピックの飛込競技に二度出場している。

## 経歴
弘世初子は1937年2月9日に生まれた。甲南小学校を第32回生として卒業した。甲南女子高校在学中の1954年、アジア競技大会の飛込競技に出場し、高飛込・飛板飛込共に3位を取った。関西飛込クラブに所属し、翌1955年には全日本水上選手権に出場し、飛板飛込で優勝した。この間に相愛女子短期大学に入学し、1956年のランキングは高飛込で2位、飛板飛込で3位となった。同年のメルボルンオリンピックで飛込競技の日本代表として飛板飛込・高飛込に出場した。飛板飛込では16位（56.02点）で予選敗退となった。高飛込では予選で46.15点を獲得し12位に付けて決勝に進出し、決勝では69.71点で11位となった。その後、1958年に結婚した。1962年から1964年までの全日本水上選手権では高飛込で5位以上を獲得し続け、国民体育大会や国際大会にも出場した。1964年東京オリンピックの代表選考会を兼ねた1964年7月の全日本水上選手権（遅くともこの選手権からは河合初子名義で出場している）の成績は高飛込が3位、飛板飛込が5位で当初は代表には入らなかったが、9月1日に追加で飛込競技の日本代表となることが発表された。東京オリンピックでは高飛込にのみ出場し、結果は16位（45.00点）で予選敗退となった。職業に関しては1965年時点で主婦とされている。河合は甲南女子学園清友会にオリンピックブレザーを2着寄贈している。
2025年7月16日、肝臓がんのため京都市右京区の病院で死去。

## 個人
身長は1.57メートル、体重は52キログラムであった。